# Хуммели и героин
«Хуммели и героин» — пятый эпизод двадцать первого сезона мультсериала «Южный Парк». Вышел 18 октября 2017 года в США. Премьера в России прошла 26 октября на телеканале Paramount Comedy.

## Сюжет
Маркус Престон отмечает свой день рождения. Его родители пригласили Чаки Чиза, который умирает от передозировки обезболивающих. Из-за этого праздник срывается. Полиция не может найти источник нелегальных наркотиков. Стэн приходит в дом престарелых к своему дедушке и приносит ему подарок — статуэтку хуммель, а дед просит его передать вязаную подушку. В школе Маркус проводит собрание, в ходе которого рассказывает про вред наркотиков и перечисляет умерших от них персонажей.
Стэн выясняет у дедушки схему распространения наркотиков. Маркус пытается проникнуть в кабинет патологоанатома и узнаёт, что у всех погибших от наркотиков были статуэтки хуммель. Стэн просит Баттерса передать подушку, на чём его ловит Кайл.
Маркус узнаёт, что Стэн увлекается статуэтками хуммель, и угрожает ему разоблачением. Стэн просит друзей помочь ему украсть коллекцию хуммель у Беатрисы Макгилликатти и передать её деду. В то же время на одном из праздников от передозировки умирает персонаж свинки Пеппы и Маркус успевает узнать у него некоторую информацию о статуэтках.
Пока Картман, Баттерс, Кайл и Кенни развлекают стариков, Стэн ворует коллекцию статуэток, но его ловит Маркус. Стэн убеждает его присоединиться к нему. Они забирают все фигурки и передают их деду, который избивает ими мисс Макгилликатти, после чего её отводят раскладывать пасьянс. Позже Маркус прерывает конференцию врачей-фармацевтов, чтобы задать им несколько вопросов.

## Приём
Серия получила смешанные отзывы от критиков. Издание IGN оценило эпизод на 5.8 баллов из 10, а в Den of Geek серии поставили 2.5 из 5 звёзд. С другой же стороны сайт 411mania поставил 8.8 из 10, а в The A.V. Club эпизод оценили на «A-».

## Факты
В конференции врачей-фармацевтов можно заметить врача, которого убили в South Park: The Stick of Truth.